# Orangestrupig piplärka
Orangestrupig piplärka (Macronyx capensis) är en afrikansk fågel i familjen ärlor inom ordningen tättingar. Den förekommer i gräsmarker i södra Afrika. Beståndet anses vara livskraftigt.

## Utseende och läten
Orangestrupig piplärka är en stor (20–21 cm), kraftig och kortstjärtad piplärka. Hanen har grått huvud med ett beigefärgat ögonbrynsstreck och streckad svartaktig rygg. Den har bjärt orangefärgad stripe, svart bröstband och gult på resten av undersida. Honan är istället gul på strupen och har mycket svagare bröstband. Sången beskrivs i engelsk litteratur som ett musikaliskt cheewit cheewit och kontaktlätet ett tsweet’’.

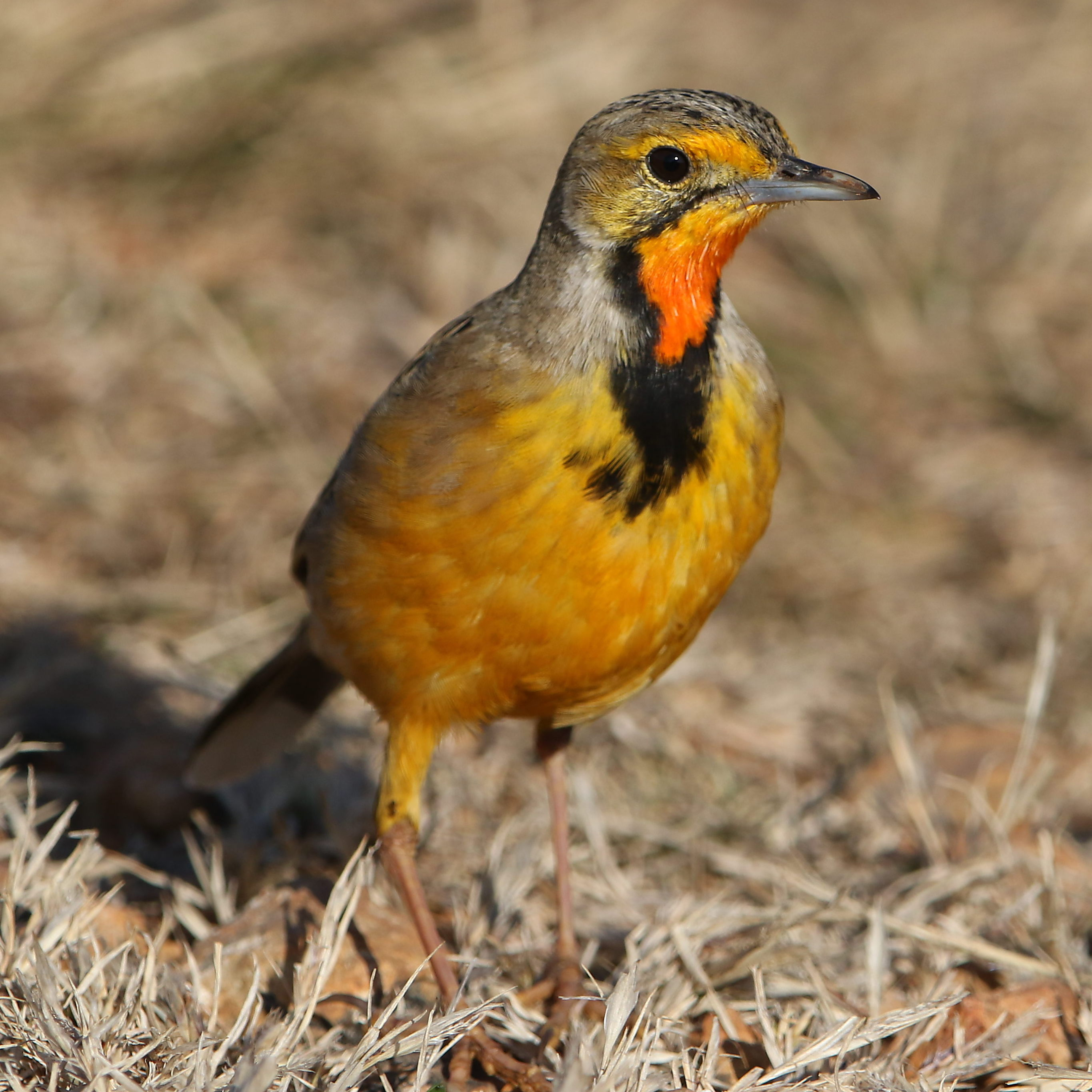

## Utbredning och systematik
Orangestrupig piplärka förekommer i södra Afrika. Den delas in i tre underarter med följande utbredning:
- Macronyx capensisstabilior – Zimbabwe (centralplatån till Inyangabergen) och näraliggande Moçambique
- Macronyx capensis colletti – sydöstra Botswana till östra Sydafrika, Swaziland och Lesotho
- Macronyx capensis capensis – längs kusten i sydvästra och södra Sydafrika

Underarten stabilior inkluderas ofta i colletti.

## Levnadssätt
Denna art hittas i kust- och bergsbelägna gräsmarker, ofta nära vatten. Den ses vanligen i par eller enstaka, typiskt på toppen av en stenbumling, större grästuva eller myrstack. Födan består av insekter och vissa frön som den födosöker efter på marken.

## Status och hot
Arten har ett stort utbredningsområde och det finns inga tecken på vare sig några substantiella hot eller att populationen minskar. Utifrån dessa kriterier kategoriserar IUCN arten som livskraftig (LC).

## Namn
Arten kallades tidigare orangestrupig sporrpiplärka, men namnet justerades 2022 av BirdLife Sveriges taxonomikommitté med motiveringen: "Genetiska studier har visat att sporrpiplärkor inte är en monofyletisk grupp, arterna har heller inte någon egentlig sporre."